# Anders Andersen
Pour les articles homonymes, voir Andersen.
Anders Andersen, né le 1er octobre 1912 à Grenå (Danemark) et mort le 13 avril 2006, est un homme politique danois, membre du parti Venstre, ancien ministre et ancien député au Parlement (le Folketing).

## Sources
- (da) Cet article est partiellement ou en totalité issu de l’article de Wikipédia en danois intitulé « Anders Andersen » (voir la liste des auteurs).